# Batalla de Lincoln (1217)
La Segunda Batalla de Lincoln tuvo lugar en el Castillo de Lincoln el 20 de mayo de 1217, durante la primera guerra de los Barones, entre los ejércitos del futuro Luis VIII de Francia y los de Enrique III de Inglaterra. Los ejércitos franceses fueron atacados por Guillermo el Mariscal. Thomas, el conde de Perche y comandante de las tropas de Luis, murió y el francés fue expulsado de su base en el sureste de Inglaterra. El saqueo posterior fue conocido como la "Feria de Lincoln". Los ciudadanos de Lincoln eran leales a Luis, por lo que las fuerzas de Enrique III saquearon la ciudad.

## Contexto
En 1216, durante la primera guerra de los Barones, el príncipe heredero Luis de Francia el León entró en Londres y se proclamó Rey de Inglaterra. Luis contaba con el apoyo de varios barones ingleses opuestos al Juan I de Inglaterra. Juan murió durante la guerra y su hijo de nueve años fue coronado como Enrique III de Inglaterra. 
Tras la muerte de Juan, varios barones estuvieron dispuestos a dar su apoyo a Enrique III contra Luis. William Marshal, primer conde de Pembroke, un caballero de gran habilidad y destreza, sirvió como regente de Enrique III. Marshal convocó a todos los nobles con castillos en Inglaterra a una reunión en Newark. Allí se concentraron aproximadamente 400 caballeros, 250 ballesteros y un número aún mayor de soldados auxiliares, montados y de infantería. Marshal se dirigió entonces a Lincoln, que se encontraba sitiada por el príncipe Luis.

## Campo de batalla
La Lincoln medieval era una antigua ciudad amurallada dentro de la que se levantaba un castillo normando, en la conflucencia entre dos importantes calzadas romanas: Ermine Street y Fosse Way. Estas rutas cruzaban Inglaterra y eran dos arterias principales utilizadas por el comercio y la administración, lo que convierte a Lincoln en una ciudad de gran importancia estratégica. Guillermo el Conquistador había ordenado la construcción del Castillo sobre un antiguo fuerte romano 150 años antes.
En el momento de la batalla en mayo de 1217, las tropas del príncipe Luis habían conquistado Lincoln, pero el Castillo resistía el asedio. Su guarnición, mandada por el castellano Nichola de la Haye, era leal a Enrique y defendía el castillo frente a las tropas francesas dirigidas por Tomás, el conde de Perche .  

## Batalla
Las fuerzas de Marshal llegaron a Lincoln desde Stow, a unas pocas millas al noroeste de Lincoln. Tomás, conde de Perche, sabía de los movimientos de Marshall, pero desconocían el tamaño de sus tropas. Se diseñaron dos estrategias. Los que creían que el enemigo era relativamente pequeño, apoyaban el dar batalla en campo abierto antes de que Marshal pudiera llegar a las puertas de la ciudad. Los que pensaban que el ejército era grande, creían que sería mejor esperar a Marshal ante las murallas de la ciudad y, al mismo tiempo, proseguir el asedio para capturar el castillo, lo que les proporcionaría una posición fuerte. Finalmente, se decidió por el plan más conservador, aunque con oposición.  
Marshal alcanzó la sección de las murallas de la ciudad más cercana al castillo, al norte de la ciudad. Los ballesteros de Marshal, liderados por Falkes de Breauté, consiguieron abrir las puertas. Las fuerzas de Perche no respondieron, pero continuaron el asedio del castillo.  
La fuerza principal de Marshal aseguró la entrada, mientras que los ballesteros de Breauté se situaron en los tejados de las casas.  La lluvia de saetas desde esas posiciones causaron importantes bajas a las fuerzas de Perche. En el asalto final, los caballeros y soldados de infantería de Marshal cargaron contra las fuerzas de Perche, que luchó hasta la muerte, cuando el sitio colapsó y los sitiadores se dispersaron en desbandada. Los soldados que no fueron capturados abandonaron Lincoln, por la puerta sur de la ciudad, y se dirigieron a Londres. La batalla duró unas seis horas.  

## Consecuencias y efectos
La ciudad de Lincoln fue saqueada por el ejército de Marshal, pretextando que era leal a Luis. Este saqueo sería conocido posteriormente como "la Feria de Lincoln".  Al sur, los habitantes de las ciudades entre Lincoln y Londres emboscaron y mataron a algunos de los soldados franceses durante su huida a Londres.  
La batalla de Lincoln fue el punto de inflexión en la primera guerra de los Barones. Muchos de los enemigos de Enrique, barones que habían apoyado a Luis y que abastecieron, organizaron y dirigieron las tropas de Luis, fueron capturados en Lincoln.  Los franceses enviaron refuerzos mandados por Eustaquio el Monje a través del Canal de la Mancha para reforzar a Luis. Los barcos franceses fueron derrotados por Hubert de Burgh en la batalla de Dover, lo que debilitó la amenaza francesa a la Corona inglesa  y el príncipe Luis y el resto de sus hombres regresaron a Francia.  En septiembre de 1217, el tratado de Lambeth obligó a Luis a renunciar a su derecho al trono inglés y expulsar a los hermanos de Eustaquio de las Islas del Canal.